# Le Rubis de Jeanne la Folle
Le Rubis de Jeanne la Folle est un roman de Juliette Benzoni paru en 1996, mettant en scène le prince antiquaire Aldo Morosini. C'est le quatrième tome de la série Le Boiteux de Varsovie.